# Секст Марций Хонорат
Секст Марций Хонорат (на латински: Sextus Marcius Honoratus) е политик и сенатор на Римската империя през началото на 2 век.
Произлиза от фамилията Марции. През 110 г. той е суфектконсул заедно с Авъл Ларций Приск.